# Archeops

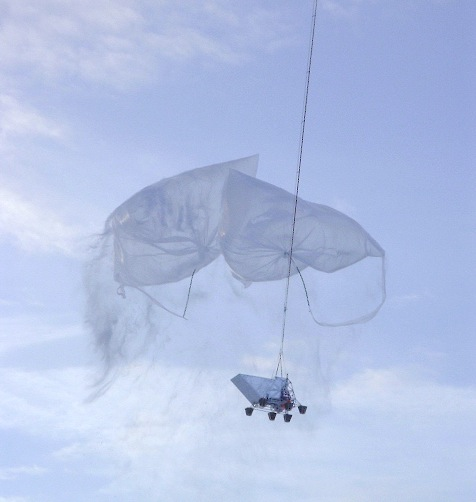
Archeops

Archeops est le nom d'un instrument d'astronomie embarqué à partir de 1999 à bord d'un ballon stratosphérique et destiné à l'observation des anisotropies du fond diffus cosmologique. L'étude de cette radiation permet d'obtenir des informations précises sur l'évolution de l'Univers : sa densité, sa vitesse d'expansion (la constante de Hubble), son âge, etc.  
Le projet Archeops est le fruit d'une collaboration internationale (principalement France, Italie, Russie et États-Unis) réunissant des chercheurs de nombreux laboratoires dont APC, le commissariat à l'énergie atomique et aux énergies alternatives (CEA), le centre d'études spatiales des rayonnements (Toulouse), l'Institut Néel (ex CRTBT), Grenoble), l'Institut de planétologie et d'astrophysique de Grenoble (ex LAOG), le Laboratoire de physique subatomique et de cosmologie de Grenoble, l'institut d'astrophysique de Paris, l'institut d'astrophysique spatiale et le Laboratoire de l'accélérateur linéaire (Orsay), le laboratoire d'astrophysique de Toulouse-Tarbes le California Institute of Technology, l'université du Minnesota, ainsi que l'université de Rome « La Sapienza » et l'institut Landau de physique théorique. Son responsable principal (PI) est Alain Benoit (CRTBT).

## Instrument et vols
L'instrument est un prototype d'un des deux instruments du satellite Planck (l'instrument à haute fréquence HFI). Archeops dispose de 4 bandes de fréquence dans des longueurs d'onde proches du millimètre (143, 217, 353 et 545 GHz). Le signal CMB est mesuré à 143 et 217 GHz alors que les fréquences 353 et 545 GHz servent à monitorer les émissions dues à la poussière interstellaire. Les détecteurs, placés au centre du plan focal d'un télescope, sont refroidis à une température de 100 mK grâce à un cryostat à dilution 3He-4He à cycle ouvert. 
Le télescope grégorien hors-axe permet d'obtenir une résolution de 15 arcminutes afin de mesurer les anisotropies à petites échelles angulaires. L'ensemble est protégé de la lumière parasite provenant de la Terre et du ballon grâce à de larges déflecteurs réfléchissants.
Pour éviter les perturbations liées aux émissions de l'atmosphère, l'instrument est envoyé à 40 km d'altitude grâce à un ballon d'hélium. En tournant sur lui-même à une vitesse de 2 tours par minute et avec une élévation fixe d'environ 41 degrés, l'instrument permet d'observer une grande partie du ciel (30 %) en environ 12 h de vol.
Archeops s'est élevé pour la première fois en juillet 1999 depuis la base de Trapani (en Sicile) pour un vol-test de 4 heures. Après un deuxième vol test en 2000, l'instrument complet a ensuite volé 3 fois depuis la base CNES d'Esrange près de Kiruna (Suède) durant les deux saisons hivernales (2001 et 2002). Le dernier vol scientifique du 7 février 2002 a duré 19 h et a permis d'observer pendant 12,5 à une altitude nominale pendant la nuit arctique.

## Résultats

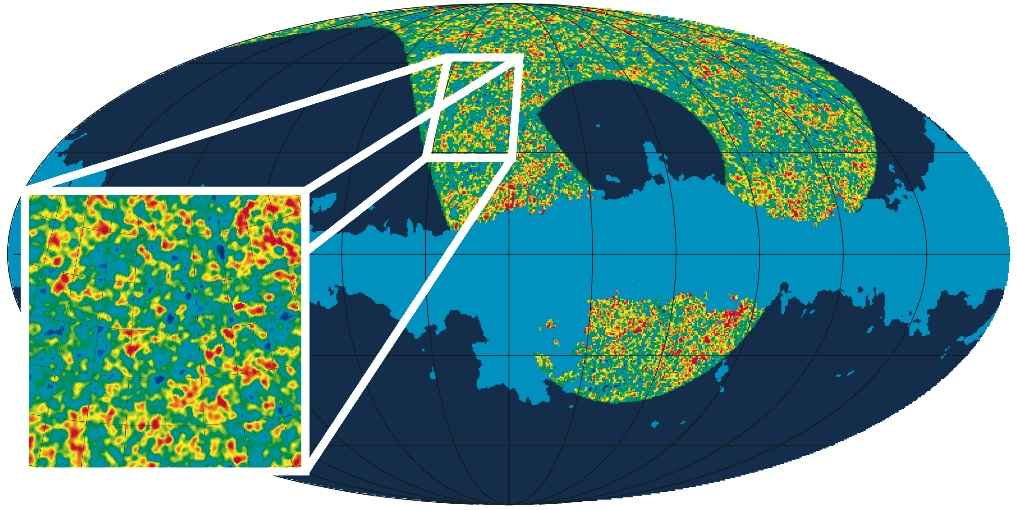
Archeops CMB map

Archeops a permis de relier, pour la première fois et avant la mission WMAP, les grandes échelles angulaires (mesurées par COBE) au premier pic acoustique (autour de l=200),.
À partir de ses mesures, la collaboration a pu renforcer les modèles cosmologiques inflationnaire avec un Univers plat (Ωtot = 1 à 3%). Combinés avec les données complémentaires mesurant la constante de Hubble, Archeops a donné des contraintes sur la densité d'énergie noire (Ωcdm) et la densité baryonique (Ωb) en très bon accord avec les estimations indépendantes basées sur les mesures des supernovae et la nucléosynthèse primordiale.
Archeops a également mesuré pour la première fois l'émission polarisée des poussières galactiques avec une résolution de quelques arcmin,.